# Джексон (округ, Колорадо)
Шаблон:StateAbbr_ 40°40′ пн. ш. 106°20′ зх. д. / 40.66° пн. ш. 106.34° зх. д.
Округ Джексон (англ. Jackson County) — округ (графство) у штаті Колорадо, США. Ідентифікатор округу 08057.

## Історія
Округ утворений 1909 року.

## Демографія
За даними перепису
2000 року
загальне населення округу становило 1577 осіб, усе сільське.
Серед мешканців округу чоловіків було 794, а жінок — 783. В окрузі було 661 домогосподарство, 443 родин, які мешкали в 1145 будинках.
Середній розмір родини становив 2,91.
Віковий розподіл населення поданий у таблиці:
| Стать    | До 15 років | 15-21 | 22-29 | 30-39 | 40-49 | 50-65 | 65-85 | Понад 85 |
| -------- | ----------- | ----- | ----- | ----- | ----- | ----- | ----- | -------- |
| Чоловіки | 149         | 65    | 59    | 119   | 137   | 163   | 96    | 6        |
| Жінки    | 166         | 68    | 45    | 106   | 142   | 152   | 93    | 11       |

## Суміжні округи
- Олбані, Вайомінг — північний схід
- Ларімер — схід
- Гранд — південь
- Роутт — захід
- Карбон, Вайомінг — північний захід

## Виноски
1. ↑  Population and Housing Unit Estimates. Архів оригіналу за 29 травня 2017. Процитовано 3 грудня 2019.
2. ↑  U.S. Decennial Census. United States Census Bureau. Архів оригіналу за 26 квітня 2015. Процитовано 8 червня 2014.
3. ↑  Historical Census Browser. University of Virginia Library. Архів оригіналу за 11 серпня 2012. Процитовано 8 червня 2014.
4. ↑  Population of Counties by Decennial Census: 1900 to 1990. United States Census Bureau. Архів оригіналу за 31 липня 2014. Процитовано 8 червня 2014.
5. ↑  Census 2000 PHC-T-4. Ranking Tables for Counties: 1990 and 2000 (PDF). United States Census Bureau. Архів оригіналу (PDF) за 18 грудня 2014. Процитовано 8 червня 2014.
6. ↑  State & County QuickFacts. United States Census Bureau. Архів оригіналу за 6 червня 2011. Процитовано 8 червня 2014.(англ.) Наведено за англійською вікіпедією.
7. ↑  American FactFinder. Бюро перепису населення США. Архів оригіналу за 21 травня 2008. Процитовано 31 січня 2008.

| США | Це незавершена стаття з географії США. Ви можете допомогти проєкту, виправивши або дописавши її. |